# Pitchford
Pitchford är en ort och civil parish i Storbritannien.   Den ligger i grevskapet Shropshire i riksdelen England, i den södra delen av landet, 210 km nordväst om huvudstaden London. Pitchford ligger 94 meter över havet och antalet invånare är 110.
Terrängen runt Pitchford är platt norrut, men söderut är den kuperad. Terrängen runt Pitchford sluttar norrut. Runt Pitchford är det ganska tätbefolkat, med 116 invånare per kvadratkilometer. Närmaste större samhälle är Telford, 17,4 km öster om Pitchford. Trakten runt Pitchford består till största delen av jordbruksmark.